# Melodichthys hadrocephalus
Melodichthys hadrocephalus is een straalvinnige vissensoort uit de familie van naaldvissen (Bythitidae). De wetenschappelijke naam van de soort is voor het eerst geldig gepubliceerd in 1986 door Nielsen & Cohen.